# Dear God (canción de Nick Jonas)
Dear God (en inglés, Querido Dios) es uno de los sencillos del álbum Nicholas Jonas de 2004 de Nick Jonas, de los Jonas Brothers, en su etapa de solista. La canción trata sobre la oración de un niño rezando a Dios. El sencillo, que tiene una duración de 3:21 fue lanzado en el año 2004 por Columbia Records.
Aunque se escuchó en todas las emisoras de radio cristianas del país, el álbum de Nick no tuvo tanto éxito como el que se esperaba. A este disco le siguió, también en el 2004, Joy to the World (A Christmas Prayer), el segundo sencillo extraído del mismo álbum. Tiempo después la compañía discográfica decidió darle otra oportunidad, pero esta vez prefirieron que lo intentara con sus hermanos Joe y Kevin; los tres obtuvieron un gran éxito y así crearon el grupo musical de los Jonas Brothers.
- Datos: Q8354295